# Sven von Müller
Sven von Müller (* 11. Oktober 1893 in Berlin; † 12. Oktober 1964 in Hamburg) war ein deutscher Journalist und Schriftsteller.

## Leben
Er war der Sohn des späteren Admirals Georg Alexander von Müller, nobilitiert am 14. März 1900, und der Elisabeth von Monbart (1868–1935), Tochter des Offiziers Erich von Monbart und der Agnes von Bodungen.
Er war Kadett in der Hauptkadettenanstalt in Berlin-Lichterfelde. Dann wurde Sven von Müller Offizier im 1. Garde-Regiment zu Fuß und wurde 1920 als Hauptmann verabschiedet. Anschließend studierte er Rechtswissenschaften und Nationalökonomie. Nach der Promotion zum Dr. iur. und zum Dr. rer. pol. war er von 1926 bis 1932 Schriftleiter bei der Vossischen Zeitung. Von 1933 bis 1944 war er beim Hamburger Fremdenblatt als Hauptschriftleiter. Am 26. August 1937 beantragte er die Aufnahme in die NSDAP und wurde rückwirkend zum 1. Mai desselben Jahres aufgenommen (Mitgliedsnummer 4.484.844).
Ab 1948 arbeitete er bei der Esso AG. Er war dort u. a. Leiter der PR-Abteilung.
Sven von Müller heiratete 1923 Mady Christians. Die Hochzeit fand auf dem kleinen Gut Scaby, im Besitz des Managers Emil Georg von Stauß, bei Friedersdorf, südöstlich von Berlin, statt. 1939 erfolgte die Scheidung. Das Paar hatte keine Kinder.

## Schriften (Auswahl)
- Quer durch die Politik. Berlin 1925, OCLC 71975255.
- Die gestohlene Braut. Roman. Berlin 1927, OCLC 251554742.
- Hinter den roten Mauern von Lichterfelde. Erlebnisse in der Kadettenanstalt. Zürich 1930, OCLC 83251226.
- Die Sowjetunion. Kulisse und Hintergrund. Hamburg 1941, OCLC 256183613.

## Genealogie
- Gothaisches Genealogisches Taschenbuch der Briefadeligen Häuser. 1909. 3. Jahrgang, Justus Perthes, Gotha 1908, S. 545 f.; Siehe u. a.: FamilySearch/ Internet Archive (Kostenfrei).
- Gothaisches Genealogisches Taschenbuch der Adeligen Häuser. Zugleich Adelsmatrikel der D.A.G. Teil B (Briefadel). 1942. 34. Jahrgang, Justus Perthes, Gotha 1941, S. 353. Siehe: FamilySearch (Kostenfrei).